# Berkenwoude
Berkenwoude é uma vila pertencente ao município de Krimpenerwaard, na província da Holanda do Sul, Países Baixos.
Foi um município independente até o ano de 1985, quando se tornou parte de Bergambacht. A vila tem aproximadamente 1 500 habitantes e está situada no centro do Krimpenerwaard.